# Pillon
Pillon – miejscowość i gmina we Francji, w regionie Grand Est, w departamencie Moza.
Według danych na rok 1990 gminę zamieszkiwały 204 osoby, a gęstość zaludnienia wynosiła 13 osób/km² (wśród 2335 gmin Lotaryngii Pillon plasuje się na 841. miejscu pod względem liczby ludności, natomiast pod względem powierzchni na miejscu 312.).